# Bintou Kachallah
Hadjé Bintou Kachallah Kasser est une journaliste tchadienne, et ancienne directrice générale de l'Agence tchadienne de presse et d'édition (ATPE).

## Biographie
Bintou Kachallah est membre de la délégation de la Fédération Atlantique des Agences de Presse Africaines à la COP 22.
En 2014, elle est assistante de communication pour l'UNFPA Tchad, l'agence de l'ONU chargée des questions de santé sexuelle et reproductive.
En 2017, elle est nommée directrice-générale adjointe de l'Agence tchadienne de presse et d'édition auprès d'Ali Kaya Abba. Puis, le 30 avril de la même année, elle est chargée de la direction d'édition de l'organisme, dont elle rend les responsabilités quelque temps après.
Elle devient la directrice-générale de l'ATPE le lundi 23 mai 2022 par décret, secondée par Khalil Mahamat Ibrahim, à la suite de la grave crise de fonctionnement qui touche l'organisme depuis un an.
Le 25 avril 2025, elle a été remplacée à la tête de la direction de l'agence tchadienne de presse (ATPE) par Hissien Bosquet Khamis,.